# Once Fallen
Pour plus de détails, voir Fiche technique et Distribution.
Once Fallen est un film américain réalisé par Ash Adams (nl) et sorti en 2010.

## Synopsis
Après être sorti de prison, Chance Ryan veut tourner la page, mais il se retrouve avec une dette de jeu et sous la coupe d'un flic corrompu.

## Fiche technique
- Titre : Once Fallen
- Titre alternatif : True Crimes
- Réalisation : Ash Adams (nl)
- Scénario : Ash Adams
- Production : Emmett/Furla Films
- Photographie : Tarin Anderson
- Musique : Jeff Beal
- Montage :  Bruce Cannon, Gary Chan
- Durée : 93 minutes
- Date de sortie : 24 avril 2010 (Festival du film de Newport)

## Distribution
- Brian Presley (en) : Chance Ryan
- Taraji P. Henson : Pearl
- Ed Harris : Liam Ryan
- Chad Lindberg : Beat
- Amy Madigan : Rose Ryan
- Peter Weller : Eddie
- Ash Adams (nl) : Rath
- Alison Eastwood  : Cat
- Peter Greene : Sonny

## Distinctions
- 2010 : Grand prix du jury au Festival international du film de Las Vegas[2].